# Eupithecia lithographata
Eupithecia lithographata är en fjärilsart som beskrevs av Hugo Theodor Christoph 1887. Eupithecia lithographata ingår i släktet Eupithecia och familjen mätare. Inga underarter finns listade i Catalogue of Life.